# Hohenfeldkapelle

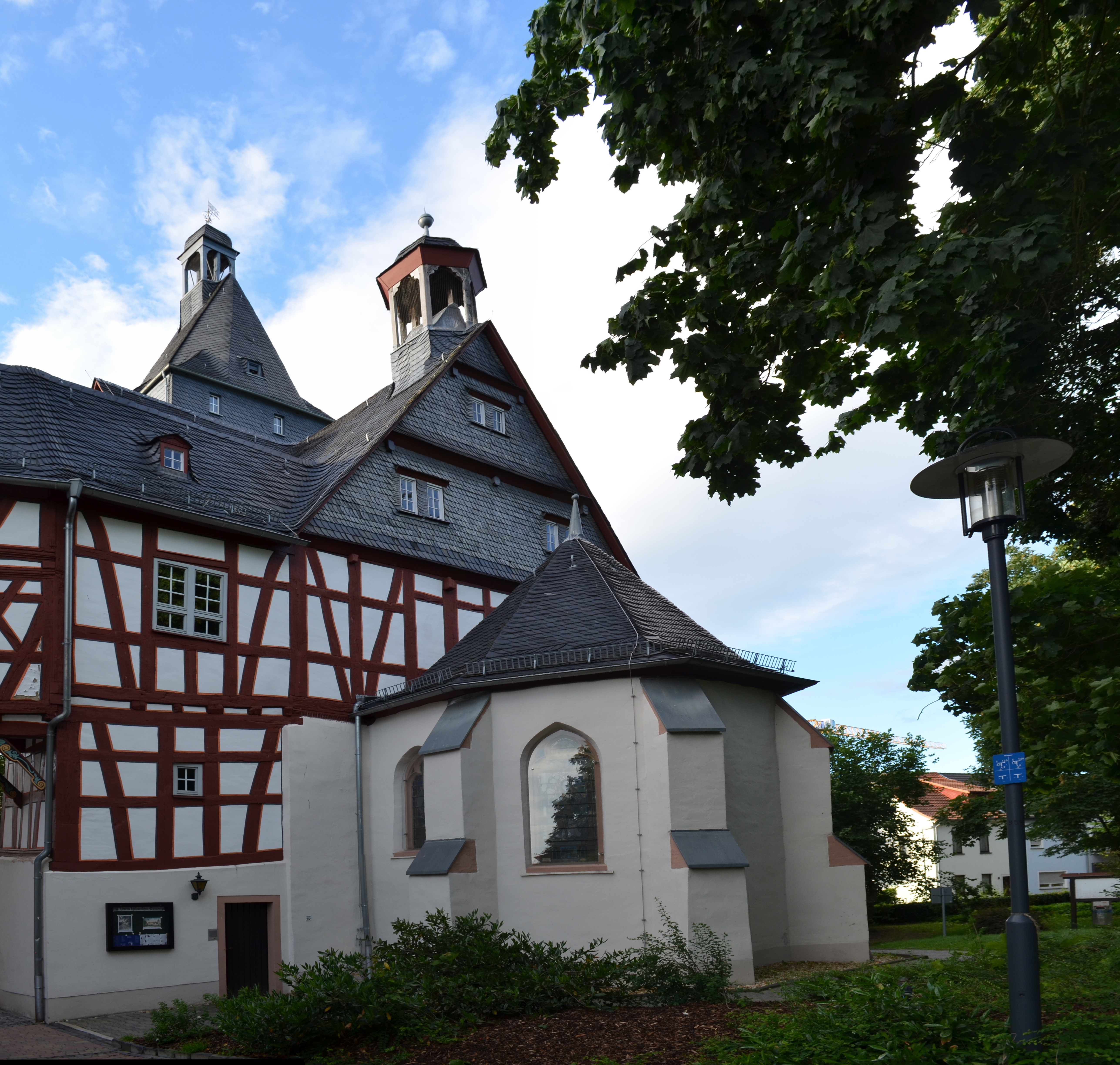
Hohenfeldkapelle

Die Hohenfeldkapelle war eine Kapelle in Bad Camberg und dient heute als Stadtmuseum. Die Kapelle bildete einen Rest der Stadtmauer; darüber besteht sie aus Fachwerk, zum größten Teil verputzt und verschiefert. Das Gebäude steht unter Denkmalschutz und ist eines der Wahrzeichen Cambergs.

## Sakrale Nutzung
Die Hohenfeldkapelle wurde um das Jahr 1661 durch Achatius von Hohenfeld erbaut. Anlass war sein Übertritt zu Kurtrier und zum Katholizismus. Das Gebäude ist die Hauskapelle der Familie. Es ist direkt an den Obertorturm angebaut und bildet eine Erweiterung des Amthofes. In den Jahren 1771 und 1865 erfolgten Umbauten und Veränderungen der Kapelle. Innen befindet sich eine neugotische Holzdecke und eine Westempore von 1865. Der Altar aus Eichenholz aus dem Jahr 1780 mit zwei Engeln, die von dem Bildhauer Johann Georg Bitterich (1729–1789) gestaltet wurden, sind der Dreifaltigkeit geweiht und stammen aus der Stadtkirche. Die beiden Seitenaltäre (gleichfalls 1780) stammen von dem Koblenzer Bildhauer Zilli und dem Schreinermeister Hilgert. Die Fenster zeigen Glasmalereien von Heiligen und die Wappen der Stifter, mehrere barocke Grabsteine und spätgotische Epitaphien an der Ostwand für Mitglieder der Familie Schütz, die unter der Kapelle beigesetzt sind, ergänzen das Interieur. Die letzte Messe wurde am 14. Juni 1938 am Dreifaltigkeitstag gelesen. Der kleine 5/8-Chor an der Südseite wurde im Jahr 1865 gotisiert. Über den Eingängen befinden sich Familienwappen. An der Obertorstraße ist eine Ecknischenfigur des St. Wendelinus (1745) angebracht. Auf der Rückseite befinden sich Gedenkkreuze für den Schulgründer Hugo Schütz von Holzhausen und seinen Sohn, den Landtagsabgeordneten Friedrich Damian Schütz von Holzhausen.

## Profane Nutzung
Nach einer Sanierung 1979/1980 folgte die Umwidmung der Kapelle – gemeinsam mit dem Obertorturm – zum Stadt- und Turmmuseum der Stadt Bad Camberg. Eine weitere, durchgreifende Sanierung des Ensembles Amthof, obertorturm und Hohenfeldkapelle fand in dem Zeitraum von 2003 bis 2005 statt.
Das Stadt- und Turmmuseum, welches von ehrenamtlichen Helfern des Vereins Historisches Camberg betreut wird und einen Überblick über wesentliche Bereiche des Lebens in Bad Camberg bietet, wird in der Regionalpresse als "echtes Kleinod in der Region" bezeichnet. Zudem sei die Hohenfeldkapelle „ein besonders schöner Part beim Besuch des Stadt- und Turmmuseums“. Der Besuch des Museums wird in der auf Eltern ausgerichteten Literatur empfohlen wie als Abstecher auch jenen Wanderern, die im Rahmen der 44 Kilometern langen „Wanderrundtour 6“ der Touristischen Arbeitsgemeinschaft (TAG) Westlicher Taunus des Tourismusdachverbandes Taunus Touristik Service Zeit für touristisches Programm haben.
Darüber hinaus wird die Hohenfeldkapelle auch für Ausstellungen benutzt wie z. B. im Rahmen der übergreifenden Kulturreihe "tArt-Orte" 2010, 2014 und 2015 oder für Konzerte wie beispielsweise vom evangelischen Posaunenchor 2014. Zudem ist die Kapelle als Teil des Stadtmuseums regelmäßig am Tag des offenen Denkmals mit Sonderveranstaltungen beteiligt so wie etwa 2010, 2011, 2013 und 2017.

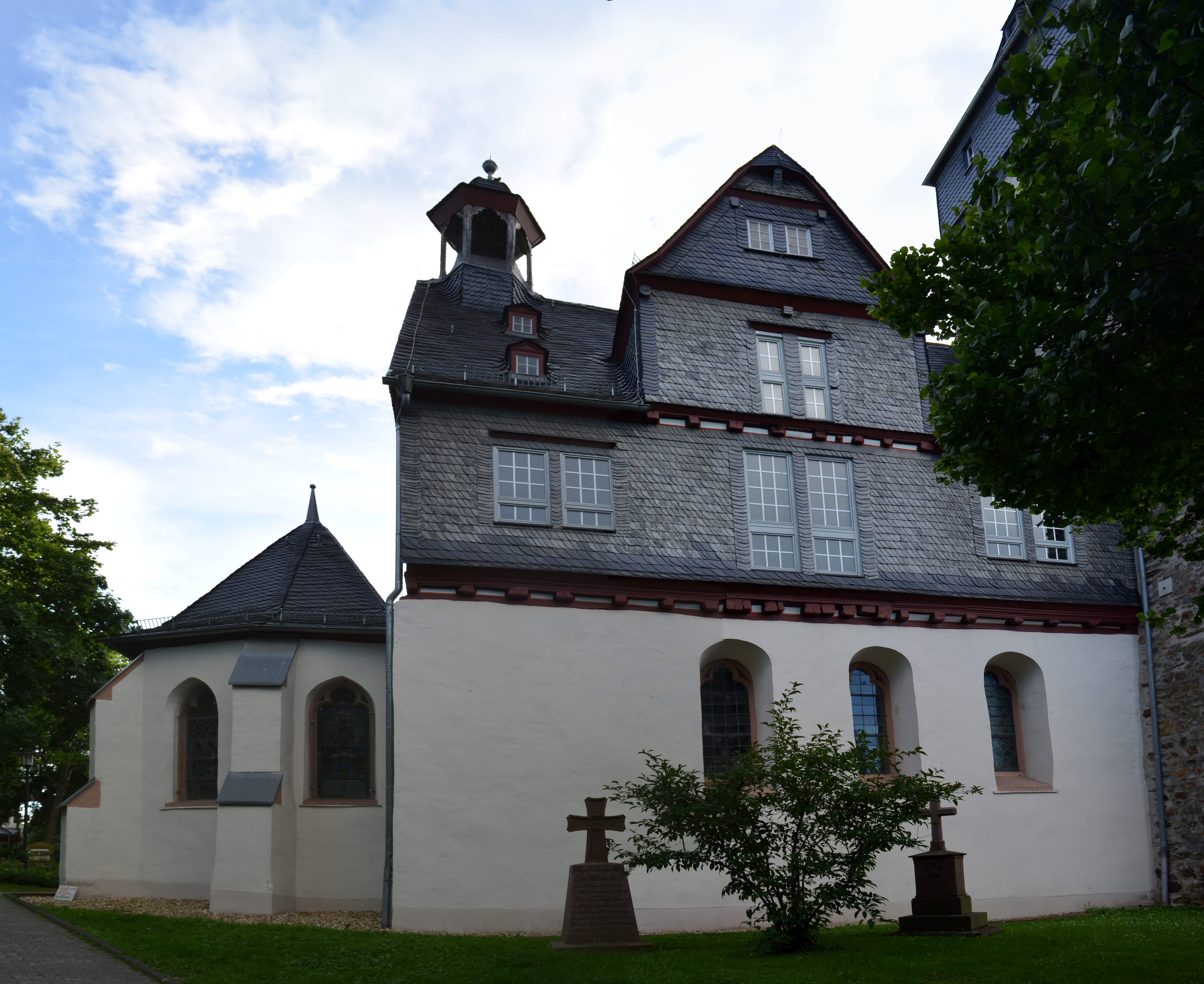
Rückseite
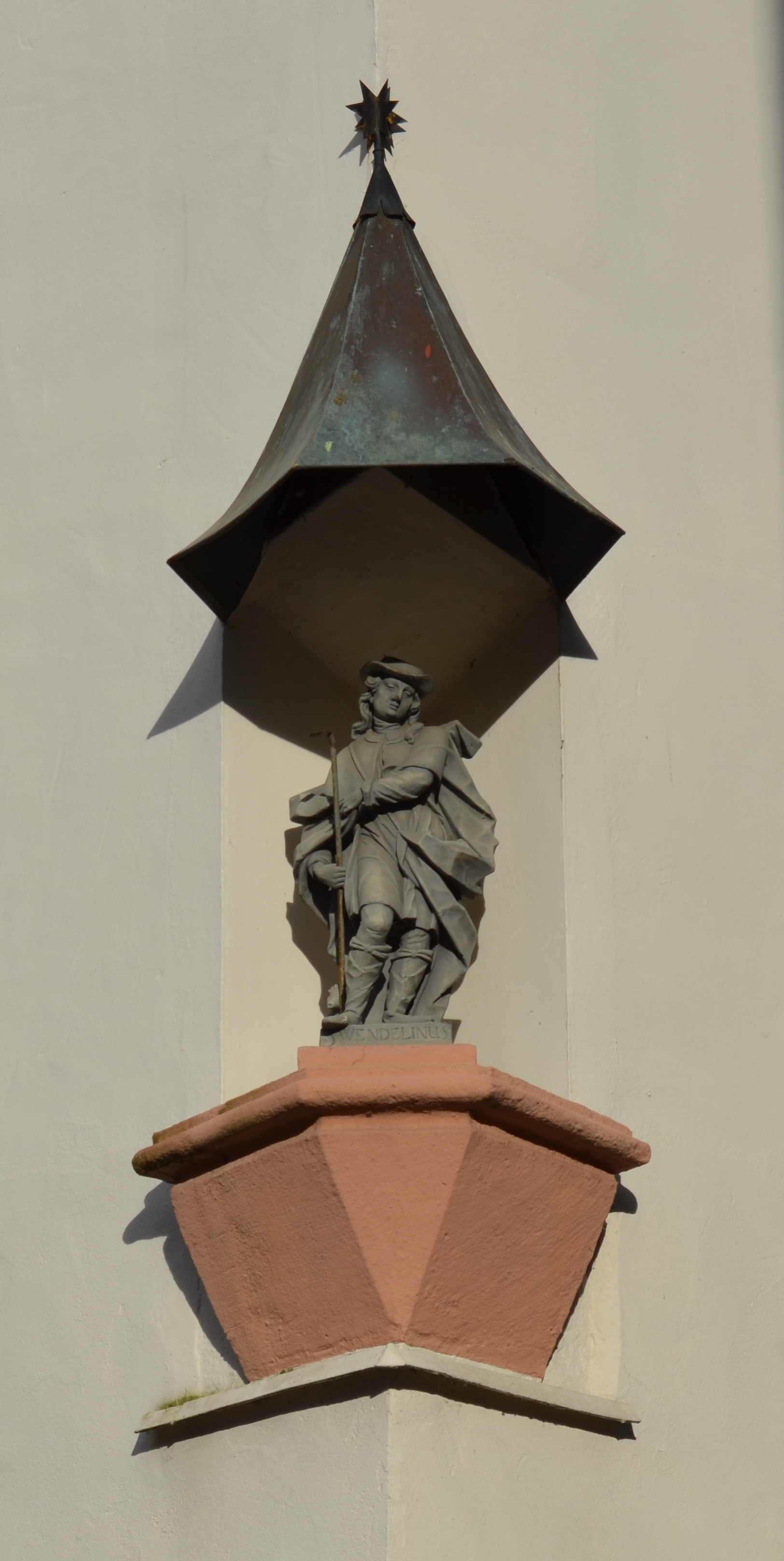
Ecknischenfigur des St. Wendelinus
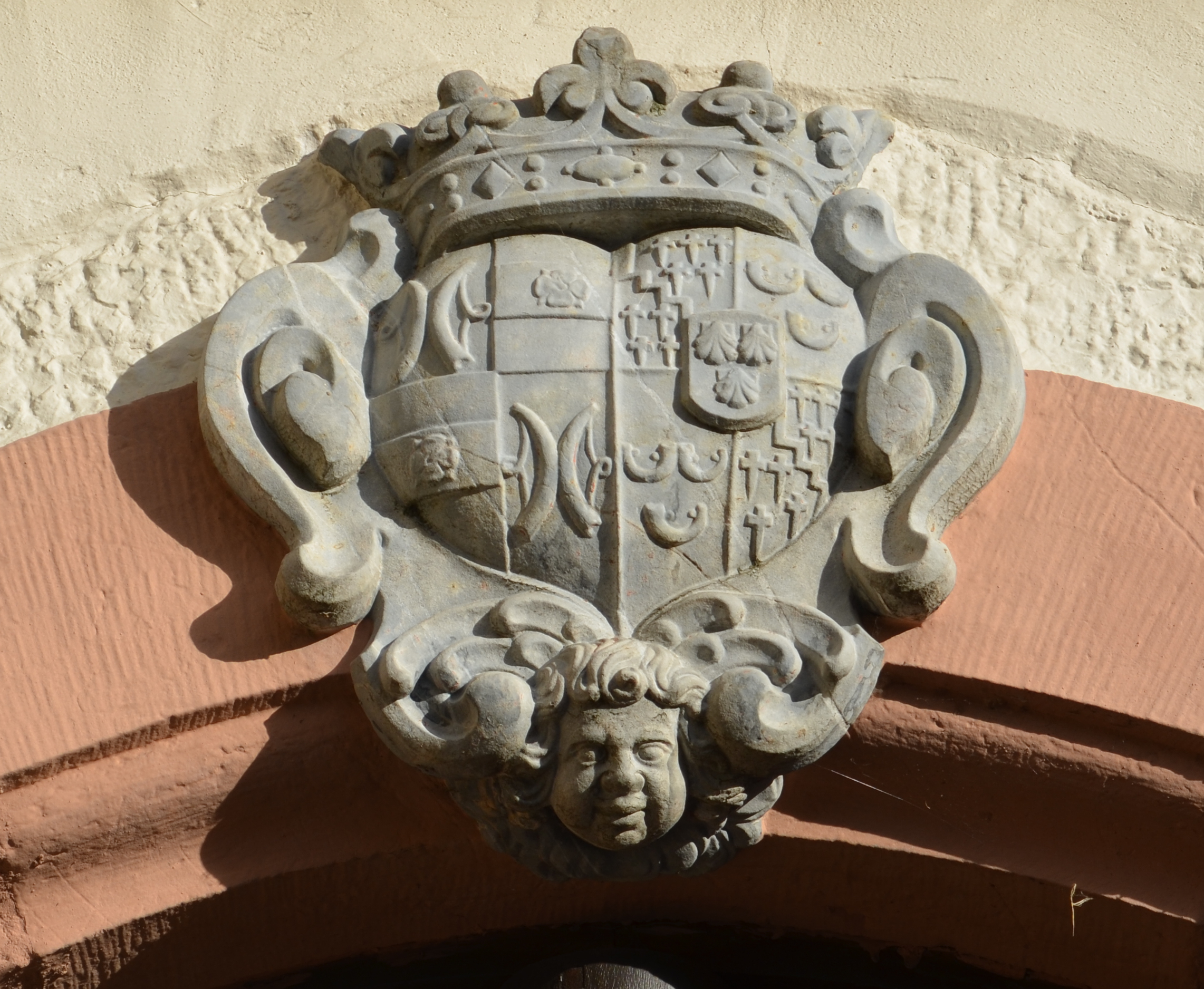
Vorderseite, Wappenstein
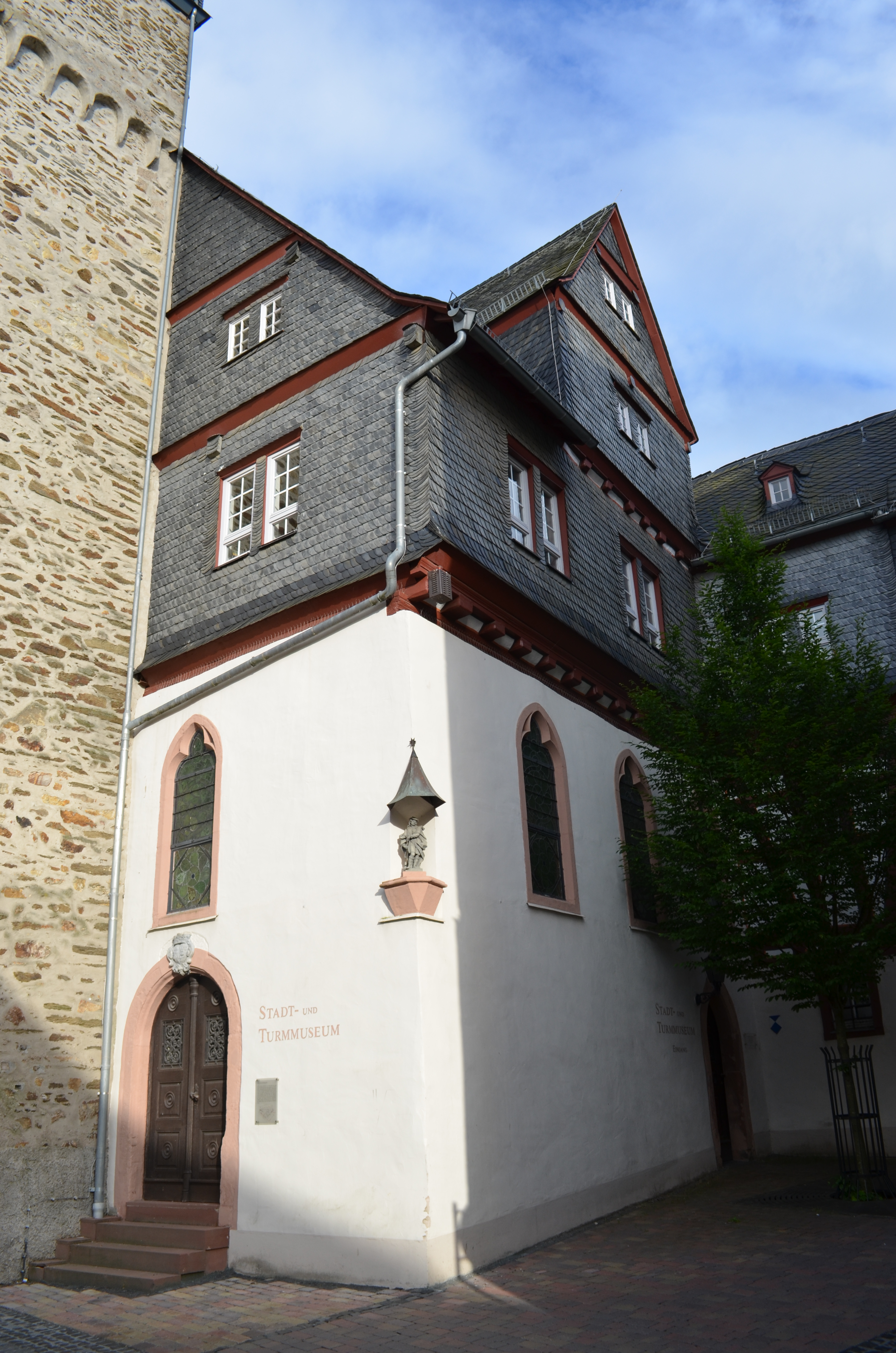
Vorderseite
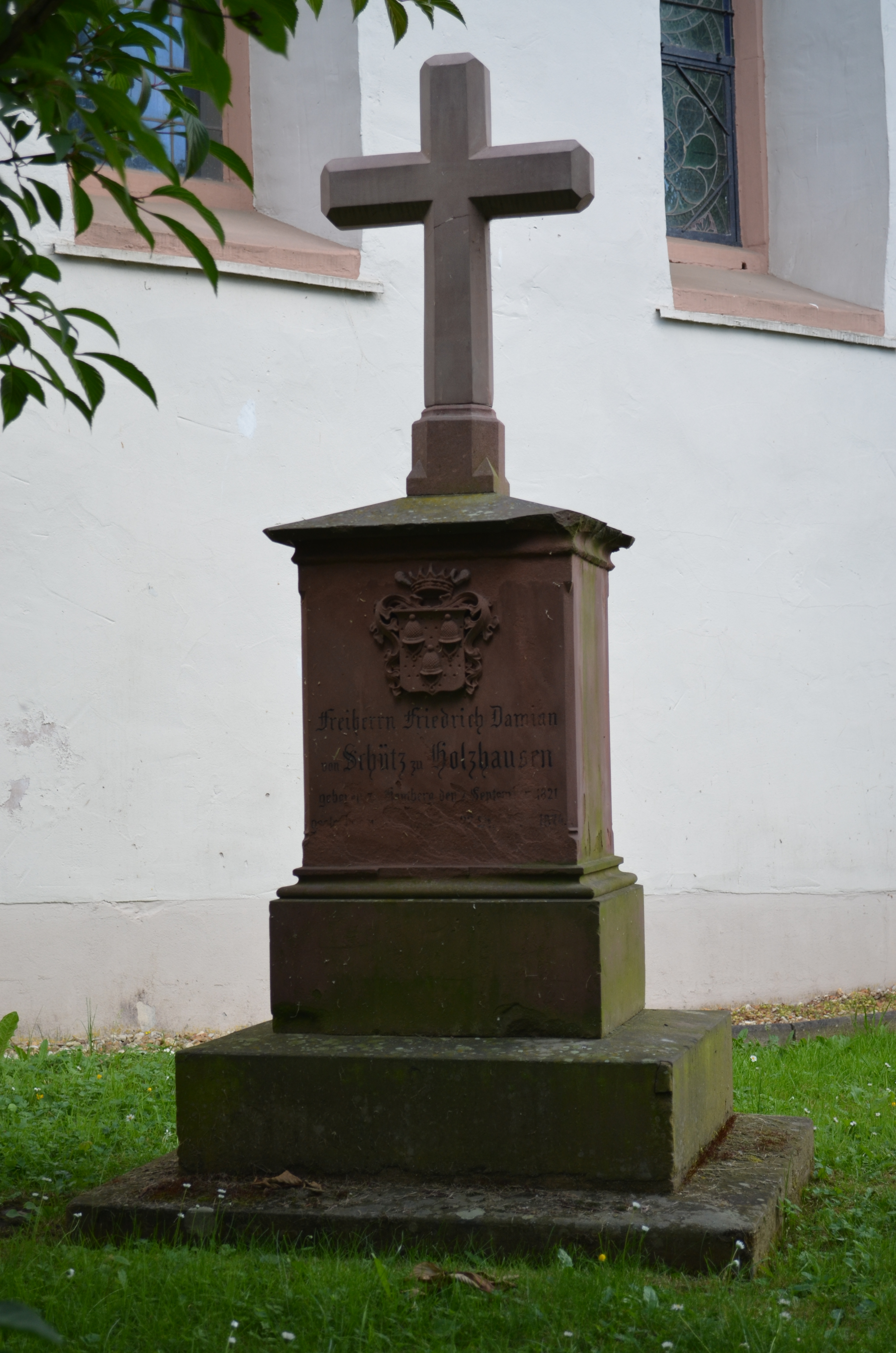
Gedenkkreuz Friedrich Damian Schütz von Holzhausen
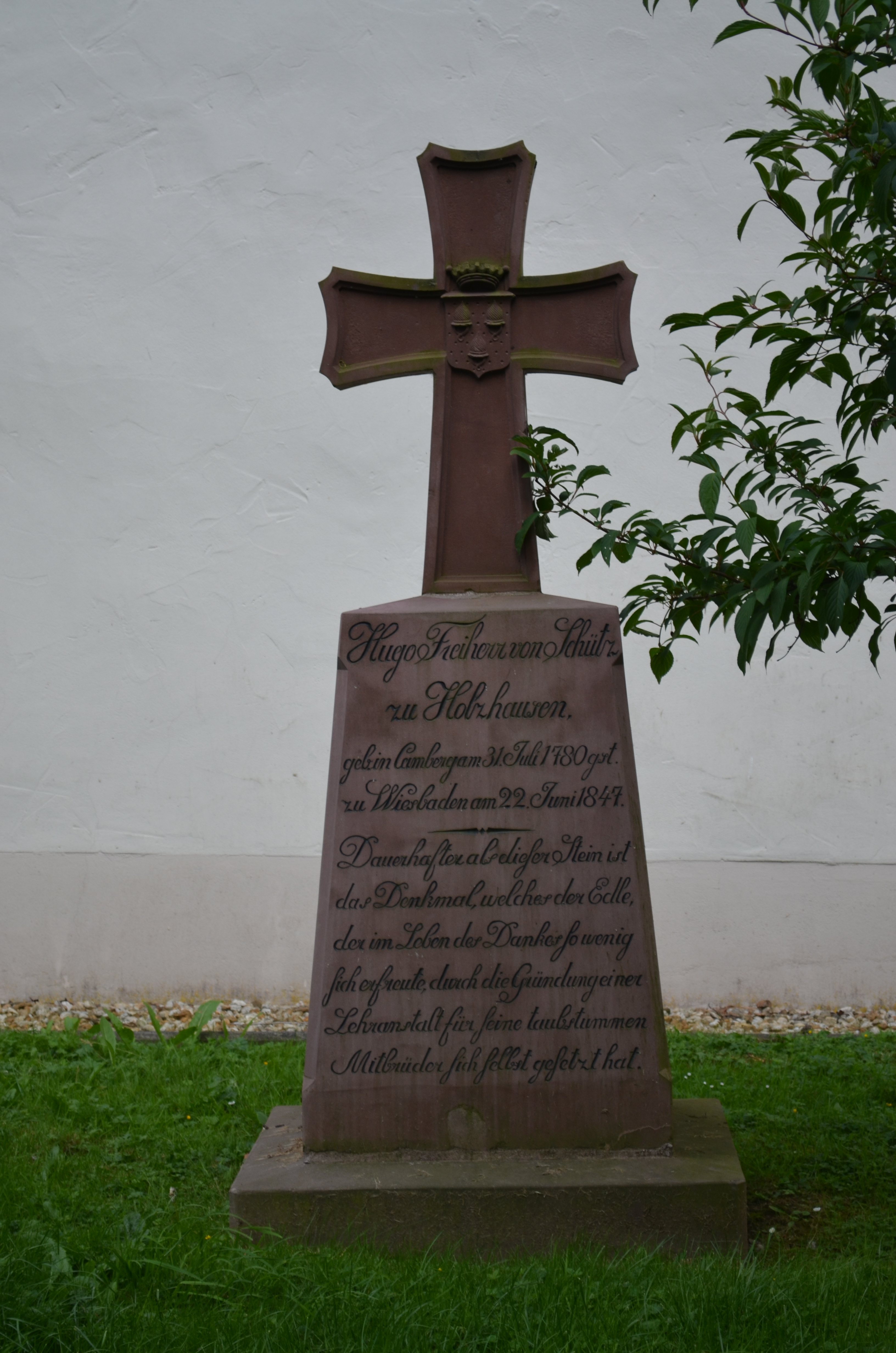
Gedenkkreuz Hugo Schütz von Holzhausen